# Caíque Luiz Santos da Purificação
Caíque Luiz Santos da Purificação, noto semplicemente come Caíque (Salvador, 31 luglio 1997), è un calciatore brasiliano, portiere del Criciúma.

## Carriera

### Club
Cresciuto nelle giovanili del Vitória, ha debuttato in prima squadra il 26 giugno 2016 nel match pareggiato 1-1 contro il Ponte Preta.

### Nazionale
Con la nazionale Under-20 brasiliana ha preso parte al campionato sudamericano Under-20 2017, collezionando 4 presenze.

## Statistiche

### Presenze e reti nei club
Statistiche aggiornate al 3 giugno 2017.
| Stagione        | Squadra         | Campionato      | Campionato | Campionato | Coppe nazionali | Coppe nazionali | Coppe nazionali | Coppe continentali | Coppe continentali | Coppe continentali | Altre coppe | Altre coppe | Altre coppe | Totale | Totale |
| Stagione        | Squadra         | Comp            | Pres       | Reti       | Comp            | Pres            | Reti            | Comp               | Pres               | Reti               | Comp        | Pres        | Reti        | Pres   | Reti   |
| --------------- | --------------- | --------------- | ---------- | ---------- | --------------- | --------------- | --------------- | ------------------ | ------------------ | ------------------ | ----------- | ----------- | ----------- | ------ | ------ |
| 2016            | Vitória         | A+BAI           | 8+5        | -13;-2     | CB              | 3               | -5              | CL                 | 0                  | 0                  |             | -           | -           | 18     | -17    |
| 2017            | Vitória         | A+BAI           | 0+5        | 0;-2       | CB              | 0               | 0               |                    | -                  | -                  |             | -           | -           | 5      | -2     |
| Totale Vitoria  | Totale Vitoria  | Totale Vitoria  | 18         | -17        |                 | 3               | -5              |                    | 0                  | 0                  |             | -           | -           | 21     | -22    |
| Totale carriera | Totale carriera | Totale carriera | 18         | -17        |                 | 3               | -5              |                    | 0                  | 0                  |             | -           | -           | 21     | -22    |

## Palmarès
- Campionato Baiano: 2

Vitória: 2016, 2017